# Ladenbergia obovata
Ladenbergia obovata är en måreväxtart som beskrevs av Bengt Lennart Andersson. Ladenbergia obovata ingår i släktet Ladenbergia och familjen måreväxter. Inga underarter finns listade i Catalogue of Life.